# Amphiprion allardi
Amphiprion allardi és una espècie de peix de la família dels pomacèntrids i de l'ordre dels perciformes.
Els adults poden assolir 15 cm de llargàri. Viu en zones de clima tropical (1°S - 30°S), associat als esculls de corall, a 1-30 m de fondària i en simbiosi amb les anemones Entacmaea quadricolor, Heteractis aurora i Stichodactyla mertensii. Es troba a l'oceà Índic occidental: des de Kenya fins a Durban (Sud-àfrica).
Pot ésser criat en captivitat.